# Pattinaggio di velocità ai III Giochi olimpici invernali - 10000 m maschile
La competizione dei 10000 metri di pattinaggio di velocità dei III Giochi olimpici invernali si è svolta nei giorni 5 e 8 febbraio 1932 allo James C. Sheffield Speed Skating Oval, Lake Placid.

## Risultati

### Batterie
Si disputò il 5 febbraio. I primi quattro classificati alla finale.
| Pos. | Concorrente      | Nazione     | Tempo   |
| ---- | ---------------- | ----------- | ------- |
| 1    | Alexander Hurd   | Canada      | 17'56"2 |
| 2    | Ivar Ballangrud  | Norvegia    |         |
| 3    | Valentine Bialas | Stati Uniti |         |
| 4    | Edwin Wedge      | Stati Uniti |         |
| 5    | Ossi Blomqvist   | Finlandia   |         |
| -    | Shozo Ishihara   | Giappone    | DNF     |
| -    | Marion McCarthy  | Canada      | DNF     |
| -    | Michael Staksrud | Norvegia    | DNF     |
| -    | Tomeju Uruma     | Giappone    | DNF     |

| Pos. | Concorrente       | Nazione     | Tempo   |
| ---- | ----------------- | ----------- | ------- |
| 1    | Irving Jaffee     | Stati Uniti | 18'05"4 |
| 2    | Frank Stack       | Canada      |         |
| 3    | Bernt Evensen     | Norvegia    |         |
| 4    | Eddie Schroeder   | Stati Uniti |         |
| 5    | Willy Logan       | Canada      |         |
| 6    | Hans Engnestangen | Norvegia    |         |
| -    | Yasuo Kawamura    | Giappone    | DNF     |
| -    | Tokuo Kitani      | Giappone    | DNF     |
| -    | Ingvar Lindberg   | Svezia      | DNF     |

### Finale
Si disputò l'8 febbraio.
| Pos.    | Concorrente      | Nazione     | Tempo   |
| ------- | ---------------- | ----------- | ------- |
| Oro     | Irving Jaffee    | Stati Uniti | 19'13"6 |
| Argento | Ivar Ballangrud  | Norvegia    |         |
| Bronzo  | Frank Stack      | Canada      |         |
| 4       | Edwin Wedge      | Stati Uniti |         |
| 5       | Valentine Bialas | Stati Uniti |         |
| 6       | Bernt Evensen    | Norvegia    |         |
| 7       | Alexander Hurd   | Canada      |         |
| 8       | Eddie Schroeder  | Stati Uniti |         |